# Burg Hohenstein (Mittelfranken)

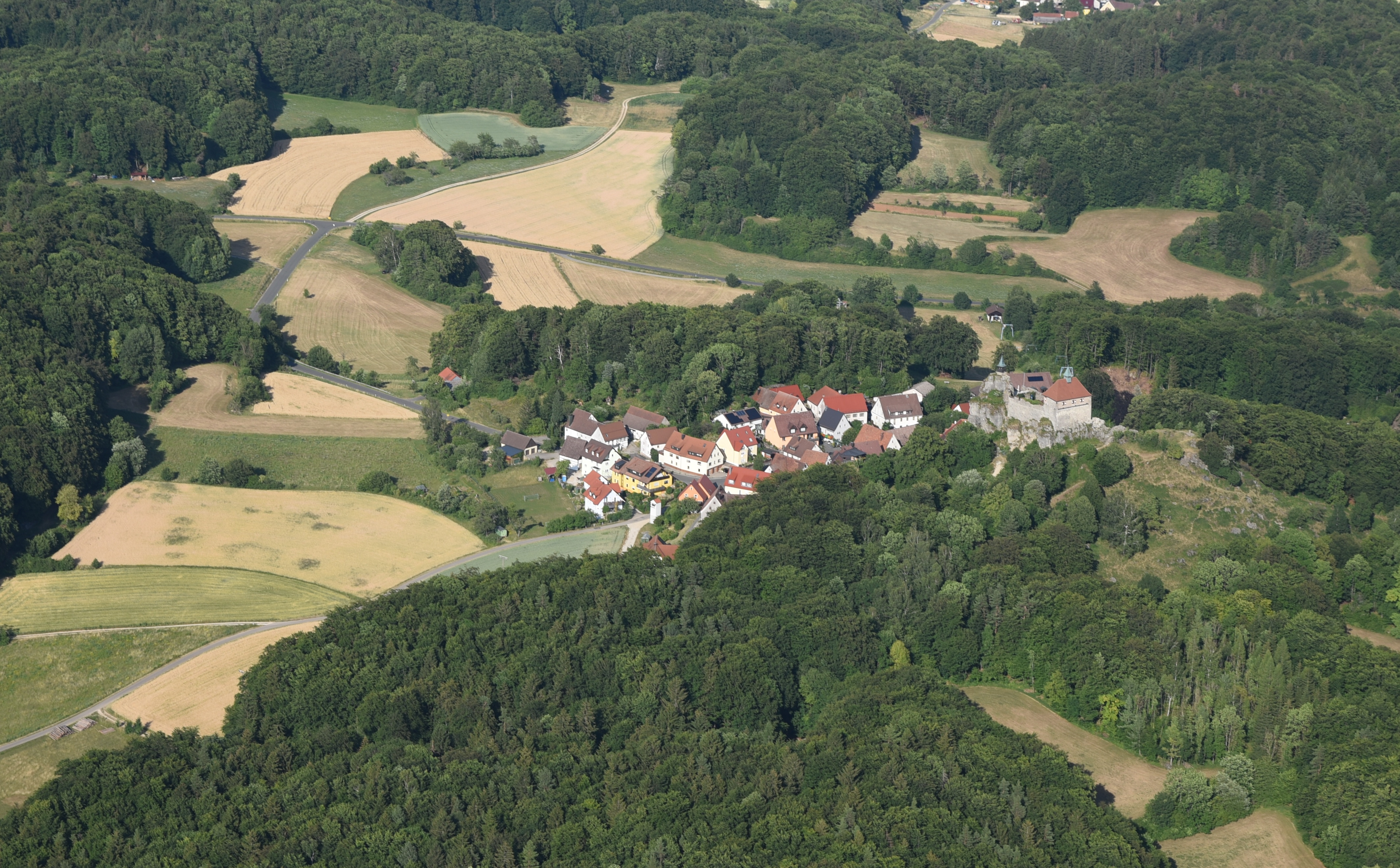
Luftbild von Burg Hohenstein

Die Burg Hohenstein liegt am westlichen Ortsrand von Hohenstein, einer kleinen Ortschaft in der zur Fränkischen Alb gehörenden Hersbrucker Alb.
Sie zählt zu den markantesten Baudenkmalen des Nürnberger Landes. Nachdem die Burg in der ersten Hälfte des 19. Jahrhunderts jahrzehntelang dem Verfall preisgegeben war, ist sie heute wieder renoviert und begehbar (siehe Heutige Nutzung).

## Geographische Lage
Die Felsenburg befindet sich am westlichen Ortsrand von Hohenstein, der zweithöchstgelegenen Ortschaft Mittelfrankens, in der Gemeinde Kirchensittenbach. Ihr Standort ist das Gipfelplateau des Hohensteins, der mit 624 Metern die höchste Stelle in dem nordwestlich der Pegnitz gelegenen Teil der Hersbrucker Alb bildet. Die Burg fußt auf diesem 30 Meter hohen und an drei Seiten beinahe senkrecht abfallendem Dolomitfelsen. Sie stellt dort das markanteste Wahrzeichen dieser Region dar, gleichzeitig ist sie auch einer der besten Aussichtspunkte der Gegend.

## Geschichte

### Die Entstehung der Burg

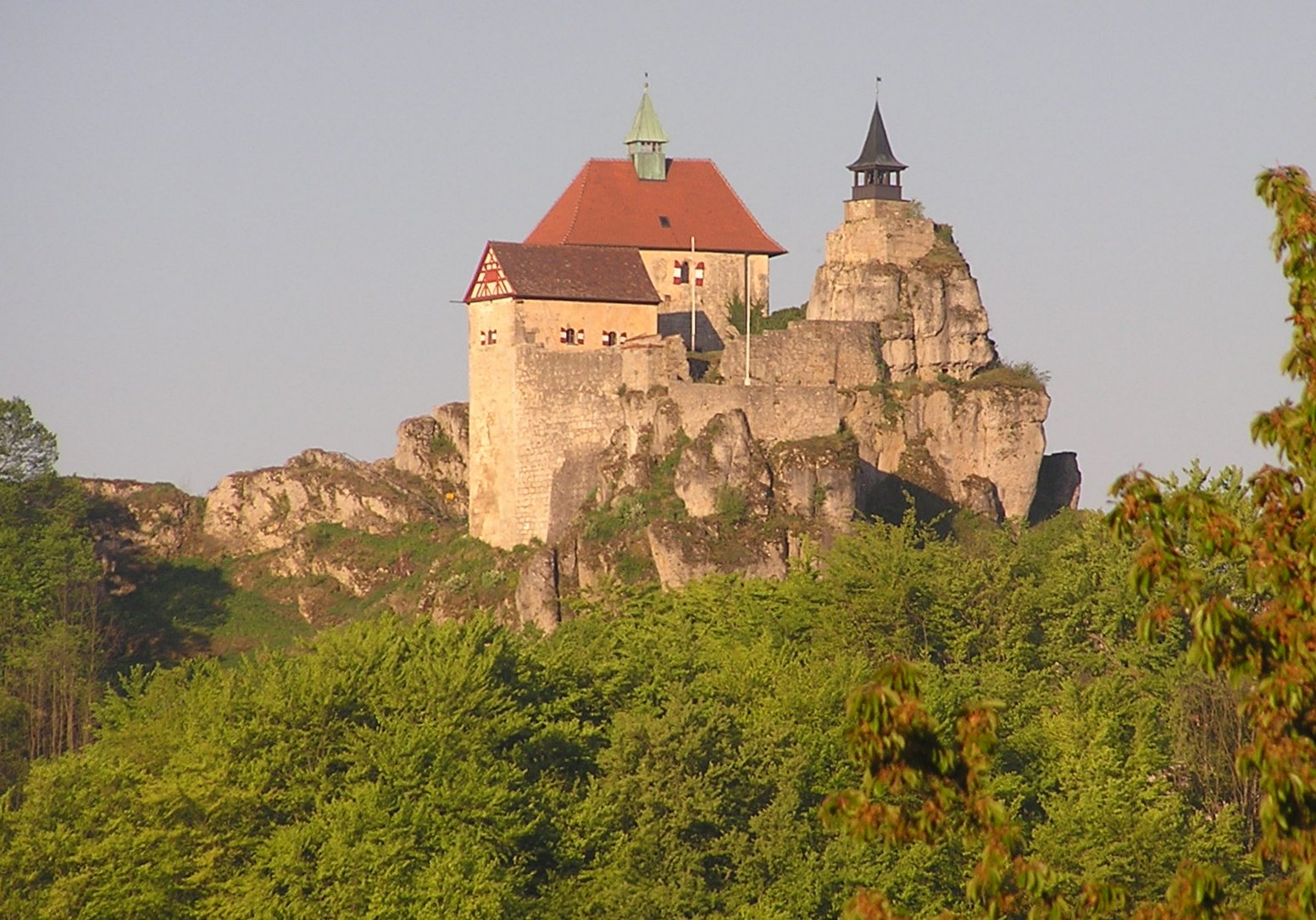
Die Reste der Burganlage

Die ersten Anfänge der Burg Hohenstein gehen vermutlich in das 11. Jahrhundert zurück. Die erste urkundliche Erwähnung ist jedoch erst für das Jahr 1163 nachweisbar, als ein gewisser Sicolinus von Hohenstein als Burgvogt eingesetzt wurde. In den folgenden Jahrhunderten kam es zu mehreren Änderungen der Herrschaftsverhältnisse: Von den Sulzbacher Grafen gelangte sie ab 1188 zunächst in den Besitz der Staufer. Abgeleitet von der früher verwendeten Benennung dieser Königsdynastie, wird die Burg Hohenstein heute gelegentlich auch als Hohenstaufenburg bezeichnet. Nach dem Aussterben der Staufer im Jahre 1268 gelangte sie dann unter anderem in den Besitz der Wittelsbacher, der Luxemburger und am Ende wieder in die Hand der bayerischen Herzöge.

### Der Übergang an die Reichsstadt Nürnberg

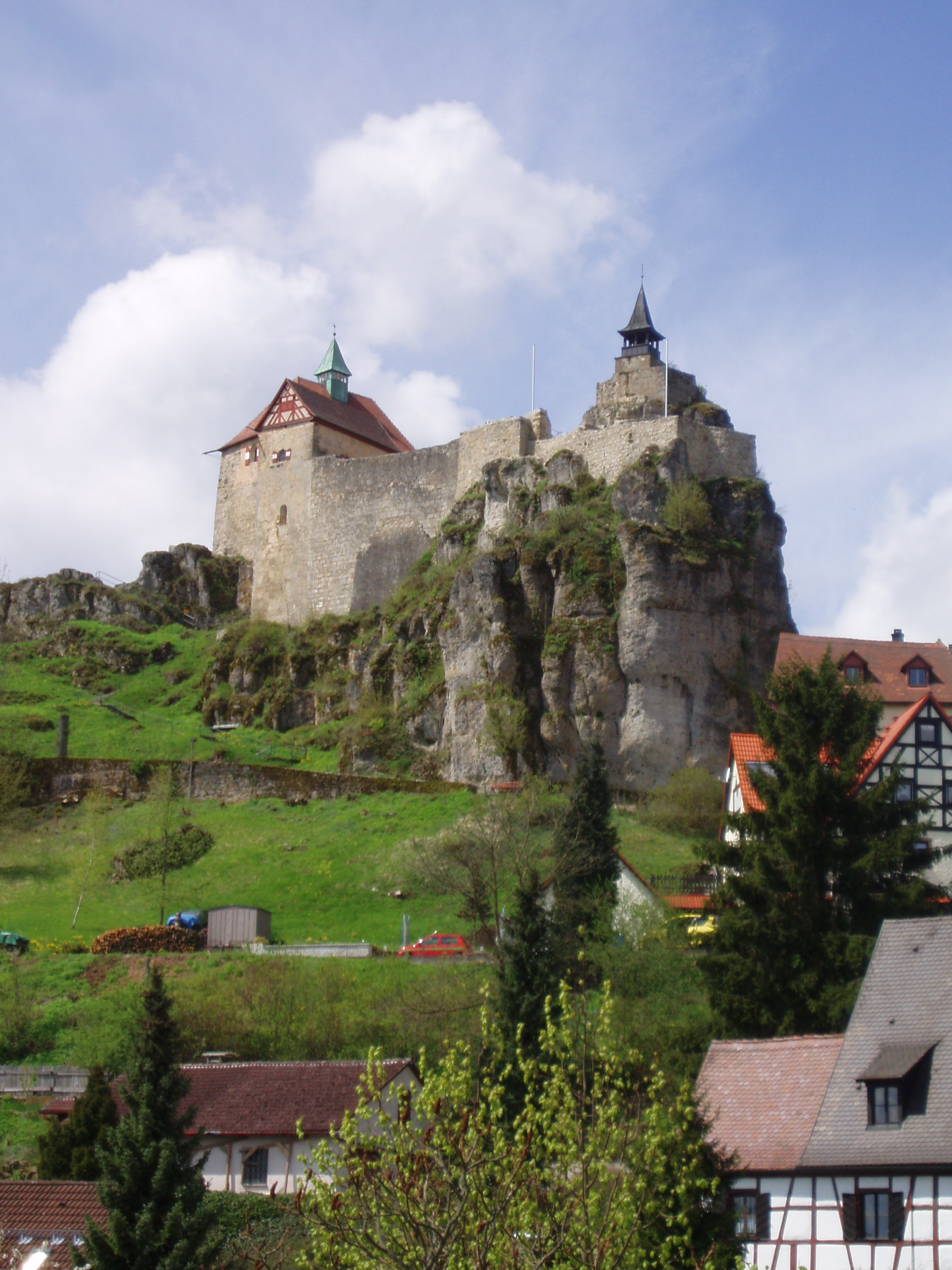
Blick auf den Hohenstein

Im Zusammenhang mit dem Landshuter Erbfolgekrieg konnte sich schließlich die Reichsstadt Nürnberg die Herrschaft über die Burg sichern und diese im Jahr 1505 käuflich erwerben. In der Folgezeit spielte sie dann eine wichtige Rolle in der weiteren Geschichte Nürnbergs. Sie wurde zum Verwaltungssitz des neu geschaffenen Pflegamtes Hohenstein bestimmt, auf dem ein Nürnberger Pfleger residierte. Sie war danach wichtig bei der Verwaltung und Verteidigung des neu erworbenen Nürnberger Landgebietes. Dies allerdings wurde ihr ein halbes Jahrhundert später im Zweiten Markgrafenkrieg zum Verhängnis. Denn die Truppen des nürnbergischen Erzfeindes, des brandenburg-kulmbachischen Markgrafen Albrecht Alcibiades von Brandenburg-Kulmbach, konnten die für Nürnberg so wichtige Festungsanlage einnehmen und zerstören. Trotz schwerer Verwüstungen konnten sich in diesem Krieg dann am Ende aber trotzdem die Reichsstadt und deren Verbündete gegen den Markgrafen behaupten. Die Burg Hohenstein blieb danach unangefochten in nürnbergischem Besitz und wurde in der Folgezeit wieder aufgebaut, was sich allerdings bis in das 17. Jahrhundert hinzog.

### Der Verfall der Burganlage

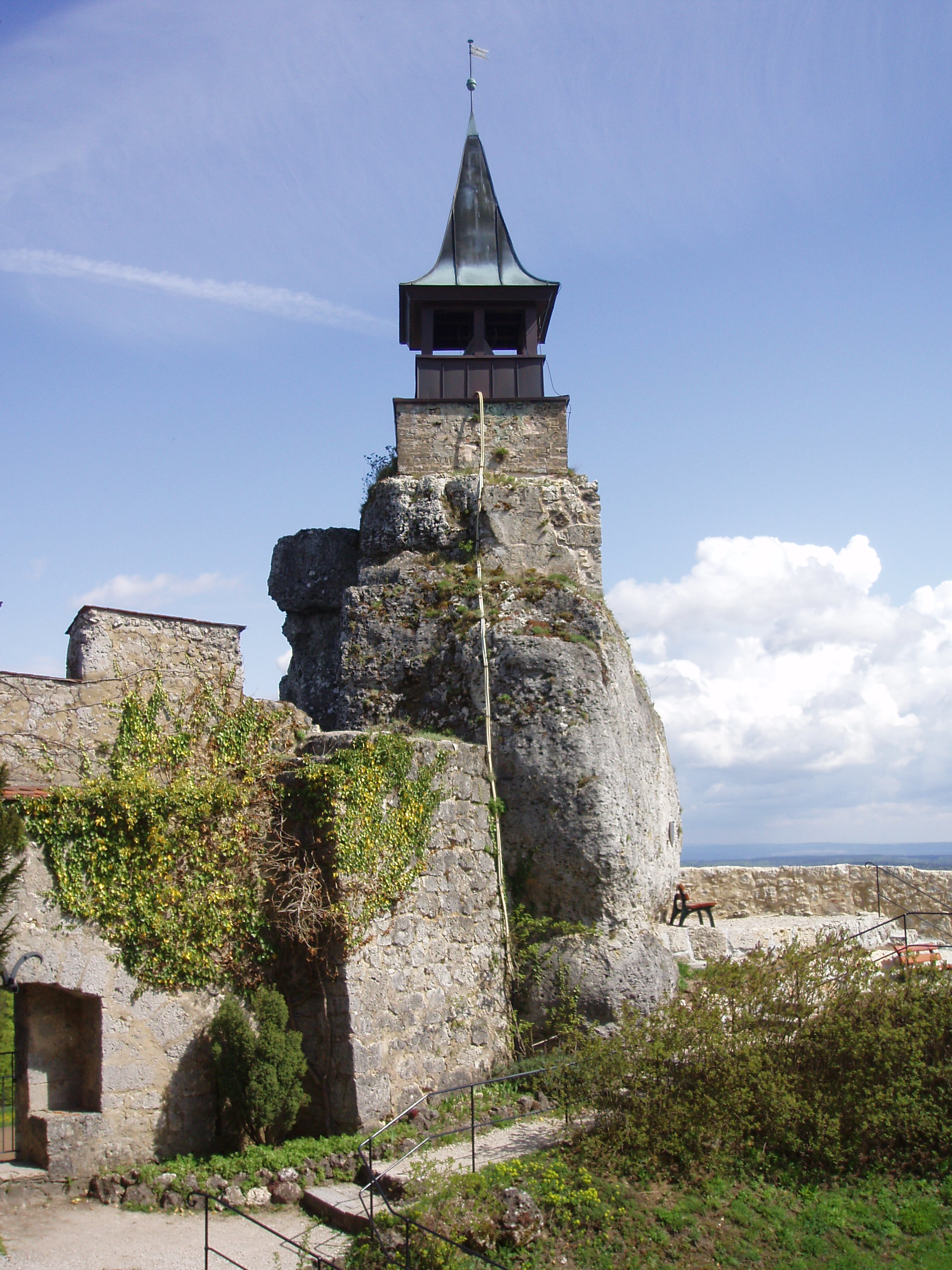
Der Rest des Bergfrieds mit neuzeitlichem Glockenturm

Die entscheidende Zäsur in der Burggeschichte fand 1806 statt, als die Geschichte von Nürnberg als Reichsstadt ihr Ende fand. Zusammen mit dem übrigen Landgebiet Nürnbergs und der Stadt selbst, wurde sie in diesem Jahr vom Königreich Bayern in Besitz genommen. Damit nahm der Verfall der Burganlage seinen Anfang, denn Teile der Burg wurden nun vom Staat auf Abbruch verkauft. Die Burg verkam damit zum Steinbruch und unter anderem auch der Bergfried fiel dieser Zweckentfremdung zum Opfer. Erst um die Mitte des 19. Jahrhunderts setzte ein gewisses Umdenken ein, und es wurden Versuche unternommen, dem weiteren Verfall nun Einhalt zu gebieten. Von der Burg selbst wurde ein Teil, das Kapellengebäude bereits im Jahr 1901 vom Verschönerungsverein Hohenstein u. Umgebung e. V. erworben und renoviert. 1983 wurde der restliche Teil der Burg vom Verschönerungsverein erworben und saniert (so z. B. die in der Nacht zum 28. Februar 2000 eingestürzte Palas-Südwand. Sie wies bis dahin unauffällige Verformungen auf). Die Anlage steht heute unter Denkmalschutz.

### Heutige Nutzung
Neben der Besichtigung der Burg sind dort Trauungen in der Kapelle und standesamtliche Trauungen im Burgstübchen möglich. In einem Teil der Anlage, dem sogenannten Langen Haus, welches der Verein im Jahre 2005 erwarb, sind nach dessen aufwendiger Sanierung, kulturelle Veranstaltungen sowie Seminare und Tagungen möglich.

## Bilder

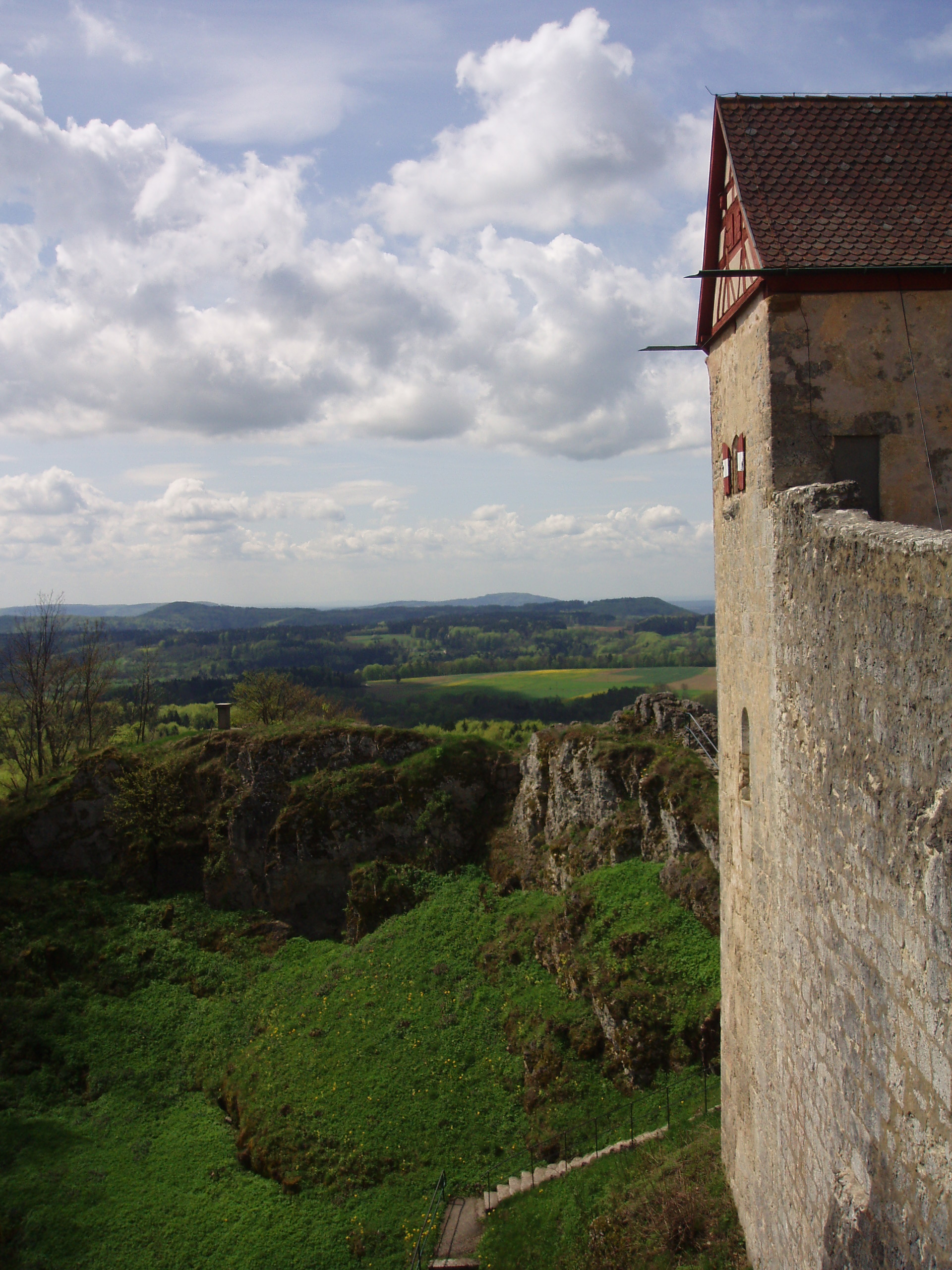
Blick ins Tal
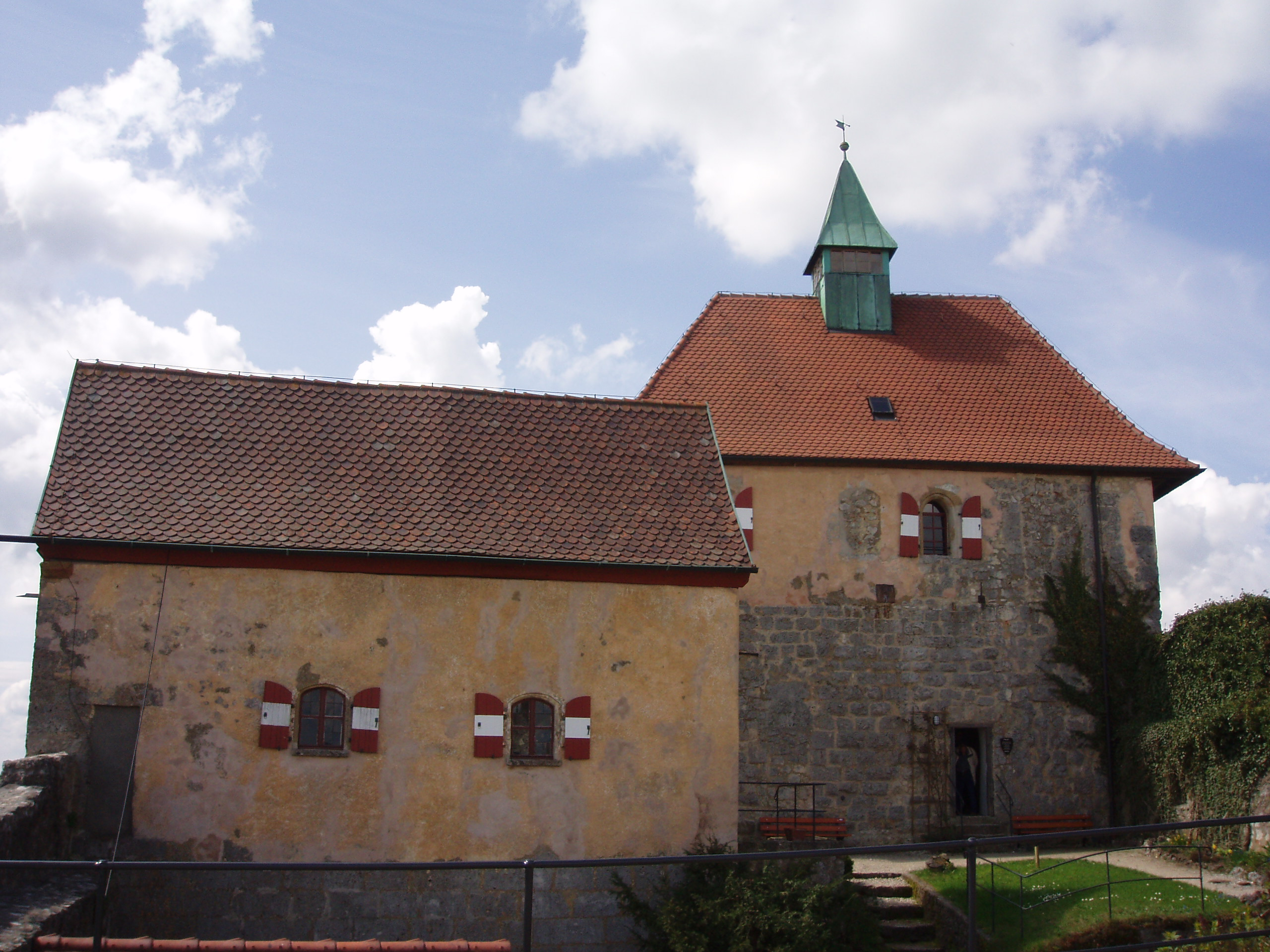
Kapelle und Palas
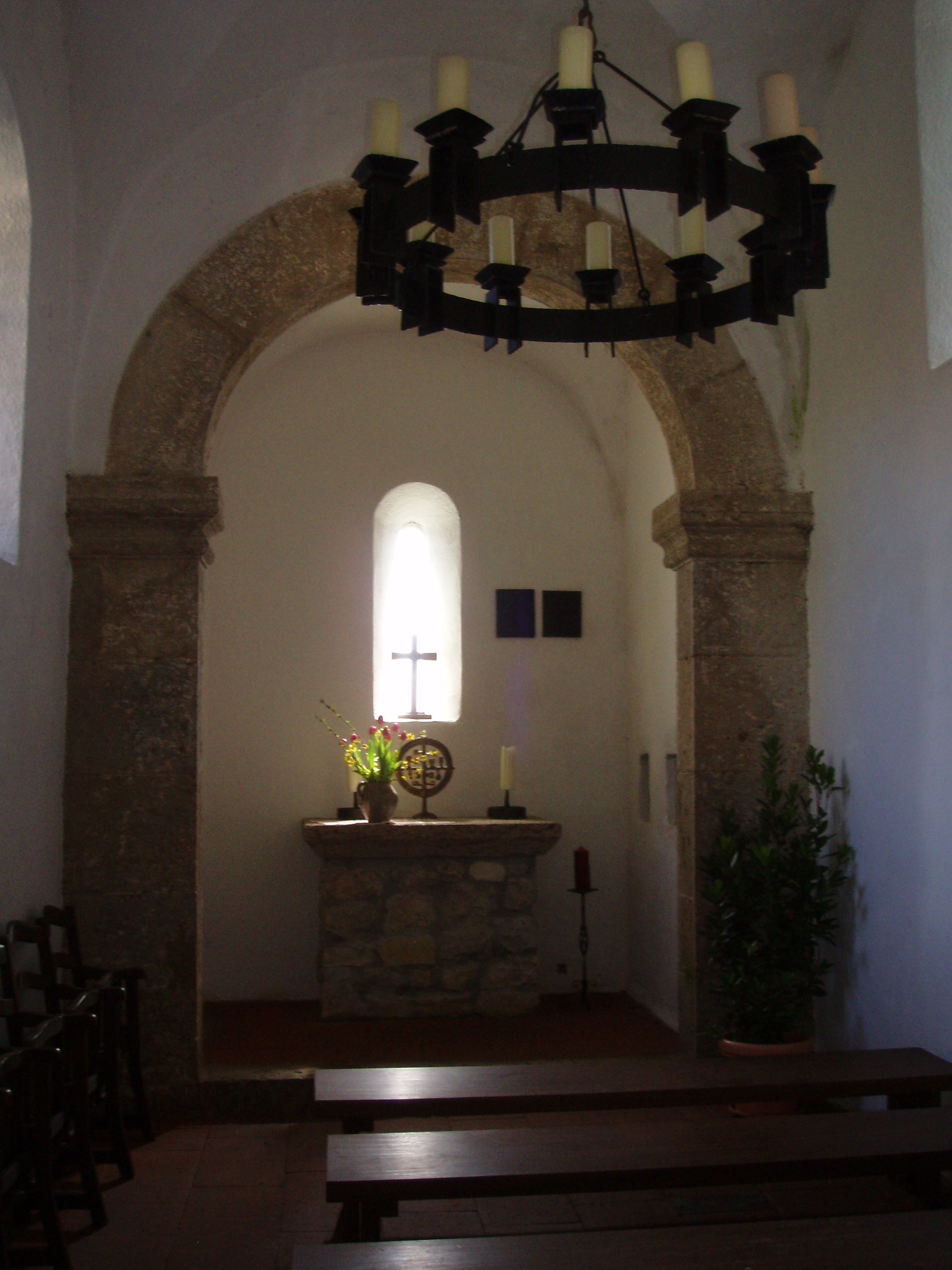
Das Innere der Kapelle
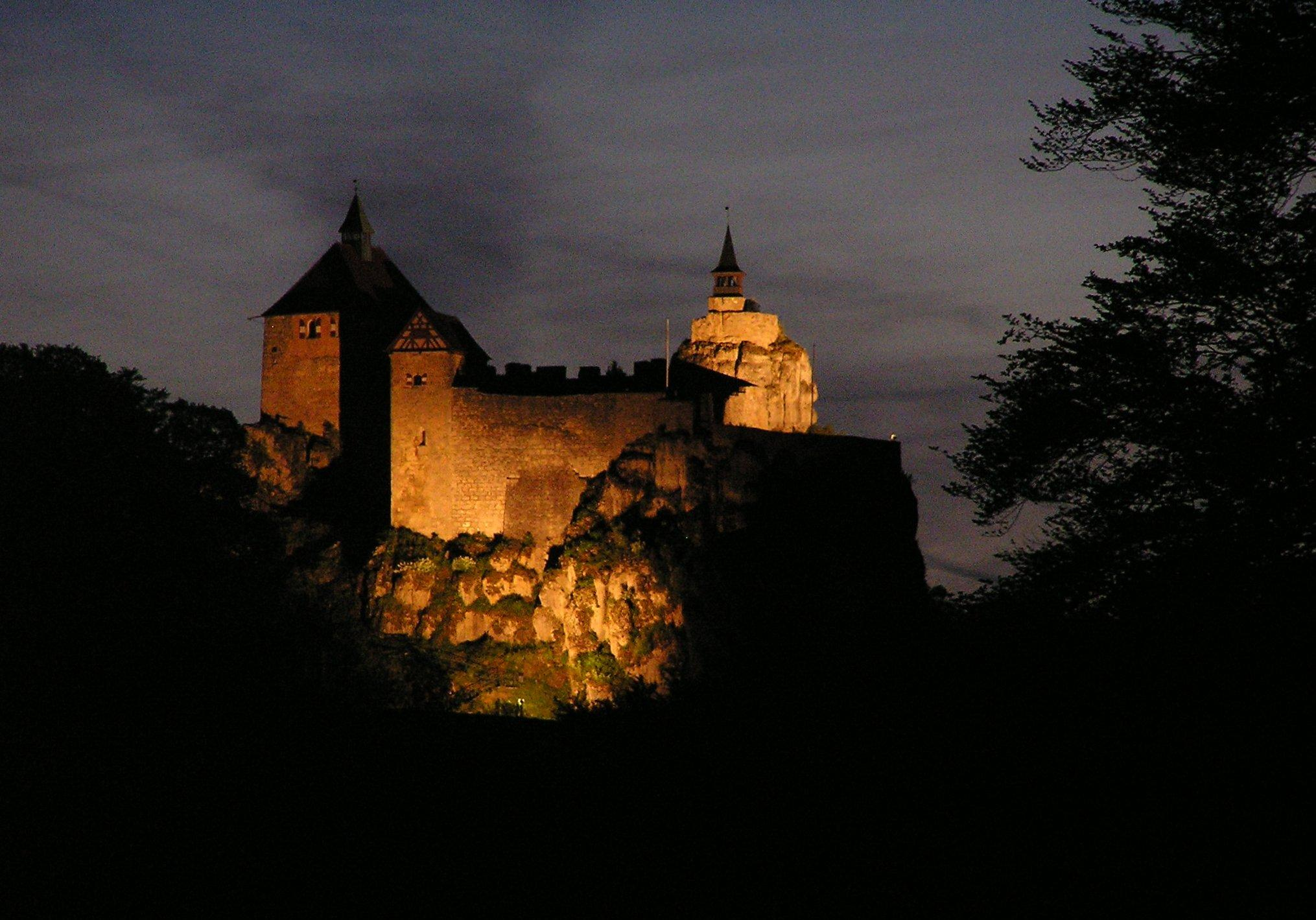
Die Burg in der Abenddämmerung
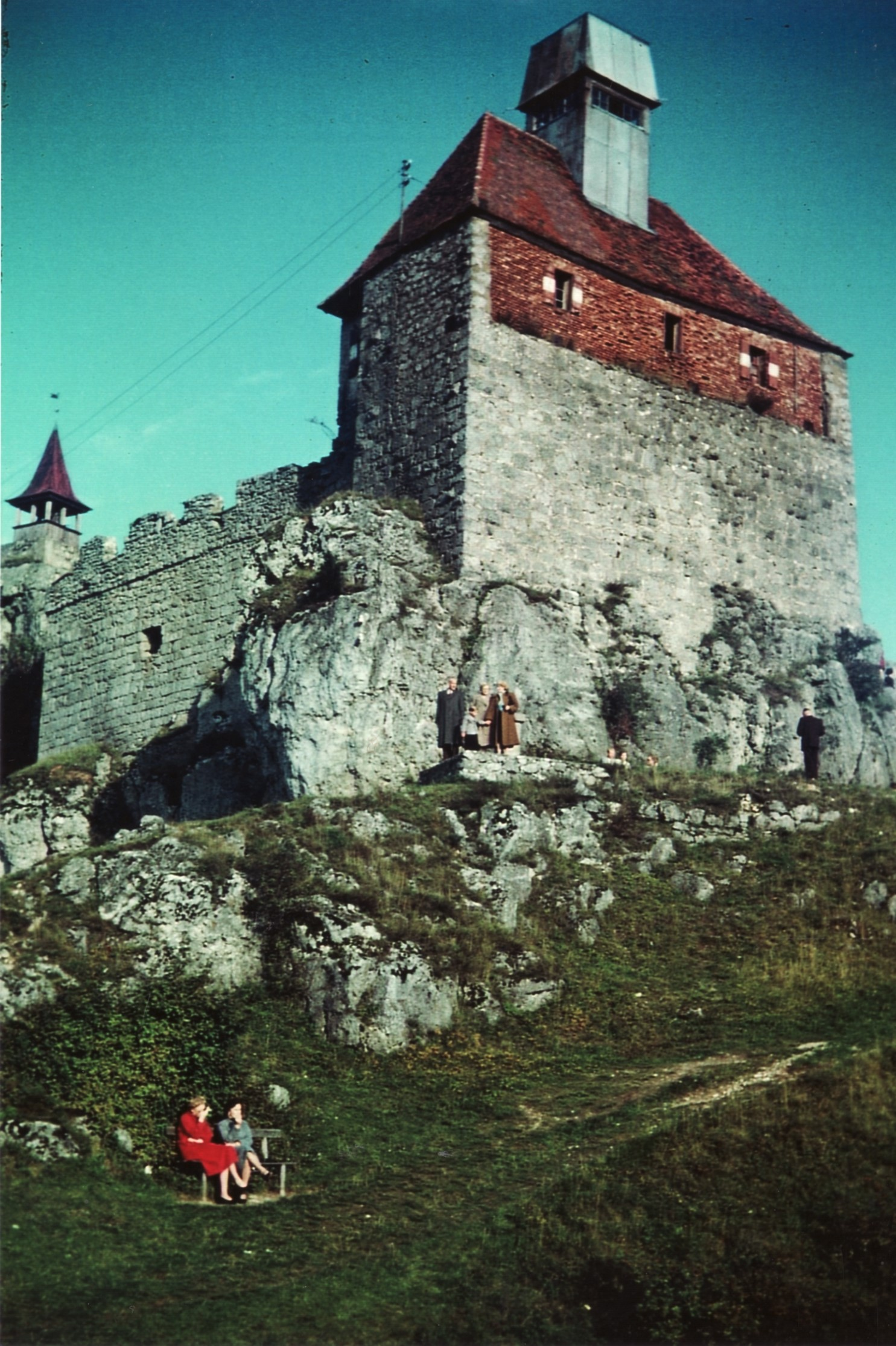
Die Burg um 1963